# 飛天都市計畫
《飛天都市計畫》（空飛ぶ都市計画）為日本動畫工作室吉卜力的子公司Studio Kajino（スタジオカジノ）與YAMAHA MUSIC COMMUNICATIONS合力製作的短篇動畫，在日本於2005年9月10日一同與《鄰家女孩》電影版一同在戲院上映。
《飛天都市計畫》與其它兩部短篇《可攜式機場》及《Space station No.9》為有劇情相關性的三部曲動畫，並為此一系列的最終回。

## 劇情簡介
登場主角同為前兩篇《可攜式機場》及《Space station No.9》裡出現的紅髮少女。某日紅髮少女打算從太空站出發至某一星球去參加一場婚禮，便將自己包裹在一個外表為人形的透明膠囊裡頭於太空中飄浮、準備前往該行星。
但在抵達行星之時，透明膠囊因著陸力道過重而產生故障、並因故障而從外表洩露出不穩定的電流，連同引發路上一群正在運貨的機器人受到影響而產生混亂的局勢。
就在紅髮少女困在故障的透明人形膠囊裡、並被一群失控的機器人團團圍住不知該如何是好時，在一篇作品《Space station No.9》撿到紅髮少女遺失戒指的青年正好目睹到這一幕，便急忙衝過去替她解圍。而之後紅髮少女便與該名青年產生了一段奇妙的邂逅。

## 製作人員
- 導演：百瀨義行
- 音樂：中田康貴
- 其他人員：

| 大橋實 山本博生 山形厚史 中島智成 內野友美 古城環 本田雄 田村篤 伊藤鄉平 | 米澤隆太 糸川敬子 住谷真 佐多美保 佐藤美樹 佐藤雅子 芳尾英明 芳野滿雄 垣田由紀子 | 涉谷勳 神村篤 高橋賢太郎 望月雄一郎 渡邊宏行 須知信行 越島稔子 奧井敦 奧村正志 鈴木敏夫 | 輕部優 橫田匡史 篠田周二 浜洲英喜 Anime ToRoToRo IMAGICA Sony PCL T2 Studio |  |

## 其它
動畫背景音樂為中田康貴與越島稔子（こしじま としこ ）所組成的團體「Capsule」配奏，並收錄在的專輯《L.D.K Lounge Designers Killer》裡。

## 外部連結
- （日語）百瀨義行的採訪 （页面存档备份，存于）
- （日語）中田康貴的唱片公司Contemode （页面存档备份，存于）
- （日語）Capsule官方網站的專輯介紹